# Túi cùng trực tràng - bàng quang
Túi cùng trực tràng - bàng quang (tiếng Anh: recto-vesical pouch) là một ngách nằm giữa trực tràng và bàng quang của nam và các động vật có vú cá thể đực. Nó được bao xung quanh bởi phúc mạc và đáy túi là mạc tuyến tiền liệt - trực tràng (mạc Denonvillier).  Khi đứng thẳng hoặc nằm ngửa, Túi cùng trực tràng - bàng quang là phần thấp nhất của ổ phúc mạc. Do vậy, dịch phúc mạc và các dịch khác (như cổ trướng, máu, mủ) khi lọt vào ổ phúc mạc sẽ có xu hướng tích tụ lại túi cùng này.
Ở phụ nữ, tử cung nằm giữa trực tràng và bàng quang. Do đó phụ nữ không có túi cùng trực tràng - bàng quang, mà có túi cùng trực tràng - tử cung và túi cùng bàng quang - tử cung.

## Ảnh

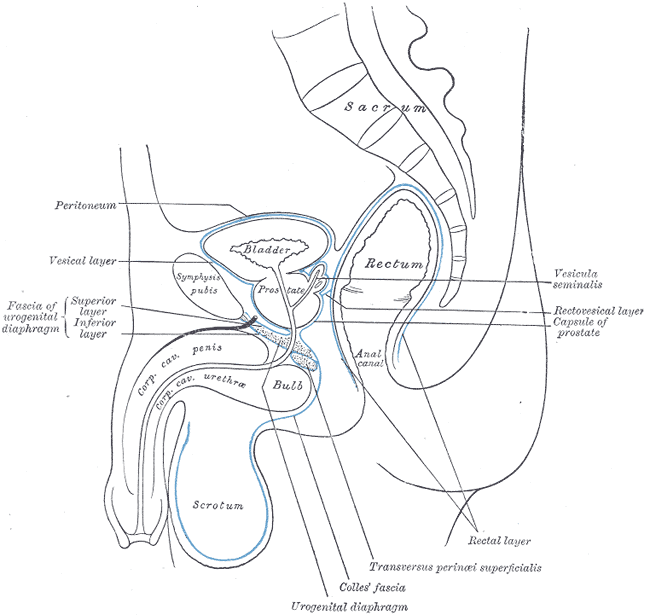
Thiết đồ dọc phía trong của chậu hông nam.
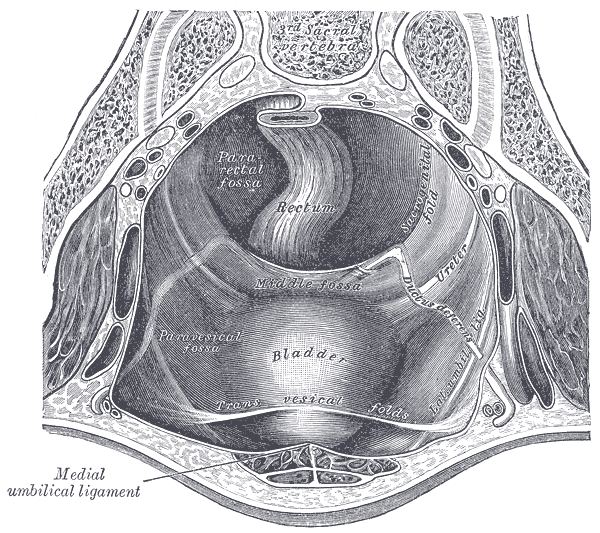
Phúc mạc chậu hông nam.